# بوژان (سیروان، یک)
بوژان، روستایی در دهستان رودبار بخش مرکزی شهرستان سیروان در استان ایلام ایران است.

## جمعیت
بر پایه سرشماری عمومی نفوس و مسکن در سال ۱۳۹۵، جمعیت این روستا برابر با ۴۶ نفر (۱۳ خانوار) بوده است.